# EmSphere
EmSphere là một trung tâm thương mại ở Băng Cốc, Thái Lan mở cửa vào ngày 1 tháng 12 năm 2023. Nó là trung tâm thương mại thứ ba thuộc khu phức hợp "EM District" gần Ga Phrom Phong BTS cùng với Emporium và EmQuarter. Cả ba trung tâm thương mai được quản lý bởi The Mall Group 15 tỉ baht được đầu tư để phát triển trung tâm thương mại liền kề với Công viên Benchasiri. Nó là nơi có IKEA trong trung tâm thành phố đầu tiên của Thái Lan, the và lớn nhất thế giới đặt tại trung tâm thành phố, cũng như nhà thi đấu với 6.000 chỗ ngồi "EM Live" được tài trợ bởi UOB và quản lý bởi AEG ngoài ra còn có nhiều cửa hàng và nhà hàng. Địa điểm này trước đây từng là một khu giải trí có tên gọi là Washington Square.